# ریلوناسپت
ریلوناسپت (انگلیسی: Rilonacept) که بدان «تلهٔ اینترلوکین ۱» (IL-1 Trap) هم می‌گویند و نام تجاری «آرکالیست» (Arcalyst) به بازار عرضه می‌شود، یک بازدارندهٔ اینترلوکین ۱ است.
این دارو نوعی پروتئینِ فیوژن دایمریک است که از ترکیب دو بخش متفاوت پروتئینی از گیرنده‌های اینترلوکین ۱ و بخش FC پادتن جی ۱ (IgG1) ساخته می‌شود و عملکرد اینترلوکین ۱ را خنثی می‌کند.
سازمان غذا و دارو آمریکا، ریلوناسپت را نوعی داروهای کم‌کاربرد قلمداد می‌کند و برای درمان برخی انواع «کهیرهای ناشی از سرما» (از جمله سندرم ماکل-وِلس) تأیید کرده‌است.
در ۸ مه ۲۰۱۲ میلادی، سازمان غذا و دارو آمریکا با اکثریتِ قاطع آرا، رأی به عدم پذیرش و تأیید این دارو در درمان نقرس داد، چرا که منافع درمانی آن در این زمینه، بر خطرها و عوارض جانبی‌اش نمی‌چربید.